# Lion ailé de Vulci
Pour les articles homonymes, voir Lion (homonymie).
Le Lion ailé de Vulci est une statue en pierre trouvée sur le territoire de la cité étrusque de Vulci, non loin de Tarquinia, en Étrurie méridionale, dans l'actuelle province de Viterbe, dans le Latium.

## Histoire
Cette sculpture, conservée actuellement au musée du Louvre, sous le numéro d'inventaire Ma 3667, est datée des années 550-540 av. J.-C. Elle se rattache à un ensemble d'œuvres similaires représentant des monstres et animaux fantastiques, destinées à la décoration de l’entrée des tombes ou des chambres funéraires, découvertes lors des fouilles dans les nécropoles étrusques de la région.

## Description
Vraisemblablement inspirée de modèles grecs et orientaux, cette statue de 106 centimètres de hauteur et 74 de longueur, sculptée dans du nenfro, une pierre volcanique caractéristique de l’Étrurie méridionale, appartient à un type de sculptures funéraires à sujets animaliers (lions, lions ailés, mais aussi sphinges, panthères, centaures, monstres marins) hérités du bestiaire orientalisant, qui se développe surtout à Vulci et dans sa région au VIe siècle av. J.-C.
La tête dressée, le lion adopte  un pose curieuse intermédiaire entre station debout et assise, révélant une fois de plus le souci esthétique étrusque des attitudes plus symboliques que réalistes.

### Sources
- Fiche rédigée par Marie-Bénédicte Astier sur le site officiel du Musée du Louvre